# Đinh Hùng
Đinh Hùng (1920-1967) là một nhà thơ Việt Nam thời tiền chiến. Ngoài việc ký tên thật Đinh Hùng, ông còn dùng bút hiệu Thần Đăng khi làm thơ châm biếm và Hoài Điệp Thứ Lang khi viết tiểu thuyết. Tên tuổi của Đinh Hùng đương thời ông phần nào được kiểm chứng bởi thực tế ông là một trong số ít văn nghệ sĩ có mặt trong cuốn "Mười khuôn mặt văn nghệ" (xuất bản lần thứ nhất năm 1970) của Tạ Tỵ, bên cạnh một số tên tuổi lẫy lừng của văn học nghệ thuật Việt Nam trong thế kỷ 20 như Văn Cao, Nguyễn Tuân, Nguyễn Bính, hay Vũ Hoàng Chương.

## Thân thế và sự nghiệp
Đinh Hùng sinh ngày 3 tháng 7 năm 1920 tại làng Phượng Dực, tỉnh Hà Đông (nay là xã Phượng Dực, huyện Phú Xuyên, Hà Nội), là con út cụ Hàn Phụng (tên Phụng, chức hàn lâm thị độc). Thuở nhỏ Đinh Hùng theo bậc tiểu học tại trường Sinh Từ, rồi bậc trung học tại trường Bưởi.
Sau khi đậu "cao đẳng tiểu học" hạng bình thứ và được học bổng theo ban chuyên khoa để thi tú tài bản xứ thì "thần Ái tình đã hiện đến cùng một lúc với sự thành công đầy hứa hẹn trên" (theo lời kể của Vũ Hoàng Chương), khiến ông bỏ ngang đi viết văn, làm thơ.
Năm 1931, người chị thứ ba của ông tên Tuyết Hồng đã tự vẫn tại hồ Trúc Bạch vì hờn giận tình duyên. Mấy tháng sau cha ông cũng qua đời khi chưa đến tuổi 50. Ba năm sau, người chị lớn nhất của ông cũng chết trẻ.
Năm 1943, Đinh Hùng theo sống với chị là bà Thục Oanh. Cũng năm này, ông cho xuất bản tập văn xuôi Đám ma tôi và đăng thơ trên Hà Nội tân văn của Vũ Ngọc Phan, Giai phẩm Đời Nay của nhóm Tự Lực văn đoàn... Nhưng ông thật sự bắt đầu nổi tiếng với bài thơ "Kỳ Nữ" mà Thế Lữ chọn in trong truyện Trại Bồ Tùng Linh.
Năm 1944, Vũ Hoàng Chương cưới Thục Oanh rồi về Nam Định, Đinh Hùng ở lại Hà Nội và cho ra đời giai phẩm Dạ Đài, với sự cộng tác của một số bạn như Trần Dần, Trần Mai Châu, Vũ Hoàng Địch,...Cũng trong năm này, Đinh Hùng tản cư theo báo Cứu Quốc. Sau đó, ông về Thái Bình dạy học cùng người vợ mới cưới (Nguyễn Thị Thanh). Khi ấy, Vũ Hoàng Chương và vợ cũng đang tản cư về ở nơi đó.
Năm 1949, Đinh Hùng cùng vợ con trở lại Hà Nội. Tại đây ông cho ấn hành giai phẩm Kinh Đô văn nghệ (1952) và tập thơ Mê Hồn ca (1954).
Tháng 8 năm 1954, ông cùng vợ con vào Sài Gòn, lập ra tờ nhật báo Tự Do, có sự cộng tác của Tam Lang, Mặc Đỗ, Mặc Thu, Như Phong,...
Năm 1955, nhật báo trên đình bản, ông cộng tác với Đài phát thanh Sài Gòn, giữ mục Tao Đàn, chuyên về thơ ca, cho đến hết đời.
Trong những năm tháng ở Sài Gòn, Đinh Hùng viết tiểu thuyết dã sử Cô gái gò Ôn khâu, Người đao phủ thành Đại La và làm thơ trào phúng trên báo Tự Do, báo Ngôn Luận.
Năm 1961, ông cho in tập Đường vào tình sử (tác phẩm này được trao giải thưởng Văn chương về thi ca năm 1962).
Năm 1962, ông cho ra tuần báo Tao Đàn thi nhân, nhưng mới phát hành được 2 số thì ông mất lúc 5 giờ sáng ngày 24 tháng 8 năm 1967 tại bệnh viện Bình Dân, Sài Gòn, vì bệnh ung thư gan.
Sau khi ông mất, nhà xuất bản Giao điểm cho phát hành tác phẩm Ngày đó có em vào ngày 16 tháng 10 năm 1967.
Ngoài những tác phẩm vừa kể trên, Đinh Hùng còn có 8 tác phẩm chưa xuất bản: Tiếng ca bộ lạc (thơ), Tiếng ca đầu súng (hồi ký), Dạ lan hương (văn xuôi), Sử giả (tùy bút), Vần điệu giao tình (cảo luận) và 3 kịch thơ: Lạc lối trần gian, Phan Thanh Giản, Cánh tay hào kiệt.

## Đôi nét về tác giả và tác phẩm

### Tác giả
Mô tả về nhà thơ Đinh Hùng, nhà văn Mặc Đỗ viết:
"Tôi thật sự nhìn thấy thi sĩ Đinh Hùng một ngày cuối thu 1945 ở Hà Nội...Mái tóc dài phơ phất trước gió, chiếc áo bành tô màu sậm, một cái "catton" khá lớn cắp dưới nách: tôi nhìn thấy rõ nhà thơ tượng trưng Pháp Rimbaud mà Đinh Hùng hằng chịu ảnh hưởng. Con người tài hoa này không riêng trong hoạt động thơ văn, mà còn muốn biểu hiện tư chất tài hoa trong lối sống..."
Nhà văn Tạ Tỵ kể:
"Trước mắt tôi, dưới làn khói mỏng manh tự như tơ, Đinh Hùng nằm nhỏ nhoi như một đứa bé. Mái tóc nặng nề lẫn vào bóng tối. Đôi mắt tinh anh không còn nữa, nó mở nửa dài dại. Tôi biết Đinh Hùng đang nhập mộng...Vì dấn thân quá sớm, nhất là dấn thân vào một địa hạt phức tạp đầy dẫy ưu phiền, Đinh Hùng đốt cháy thân phận chẳng những trên đầu ngọn bấc (ý nói việc hút á phiện) mà còn ở men rượu và thú cầm ca sênh phách..."
Nhà văn Mai Thảo thuật:
"Tôi được biết là sau ngày người con gái mang tên Liên từ trần, Đinh Hùng bỏ đi đến Hải Dương... Vượt Hồng Hà, bỏ Hà Nội, chàng tuổi trẻ khóc ngất, không mang theo gì hết ngoài nỗi đau đớn và một tấm hình. Đó là di vật cuối cùng của Liên..."
Mặc dù Đinh Hùng có viết văn, viết kịch, nhưng ông nổi tiếng là nhờ thơ. Các thi phẩm Mê Hồn ca, Đường vào tình sử là hai thi phẩm nổi trội, đánh dấu hai giai đoạn thơ của ông.

### Tác phẩm
Trích một vài nhận xét:
- Nhà văn Huyền Viêm: "Những cái tang thuở thiếu thời, và sau này là cái chết của người yêu tên Liên đã ảnh hưởng đến rất nhiều tâm tính của Đinh Hùng, nên thơ anh thường đượm vẻ ảm đạm, bi thương...".
- Nguyễn Tấn Long-Nguyễn Hữu Trọng: "Từ bỏ một thế giới hiện hữu, tìm về một thế giới thuở sơ khai, tạo dựng một không gian mới cho tâm tư, thi nhân không sống bằng thực tại, mà sống bằng nguồn siêu tưởng...Và nếu ở tập Mê Hồn ca mang nặng tính chất siêu tưởng thì ở tập Đường vào Tình Sử, Đinh Hùng đã đem khúc nhạc lòng mình phổ vào lòng đời như một kẻ khát tình không bờ bến, và chúng ta không còn thấy tính chất siêu tưởng nữa".[2]
- Nhà thơ Thi Vũ: "Mê Hồn Ca, là khuôn trời Liêu Trai, là những đêm âm phần trộn lẫn với trưa dương thế. Thì Đường Vào Tình Sử khác hơn, là những bài thơ tình của miên viễn chiêm bao, của những môi hôn trong mộng, của man mác hương trinh. Mộng vẫn còn mê ảo, nhưng thực đã có da có thịt trong ngôn ngữ tình yêu..." (Thi Vũ, nhà thơ).[3]
- Văn Tâm trong Từ điển Văn học (bộ mới): "Đinh Hùng là người tài hoa, có khả năng hội họa, biết chơi vĩ cầm, thích thú với môn thư pháp bằng chữ quốc ngữ... và sống phóng túng, có khi như một lãng tử. Ở phần đầu Mê hồn ca, thơ ông bộc lộ một cảm giác cô độc đặc biệt đến bi thiết (Bài ca man rợ, Những hướng sao rơi, Người con gái thiên nhiên). Ở phần hai với tiêu đề Thần tượng, chứa đựng những vần thơ tôn giáo hóa tình yêu (Kỳ nữ, Hoa sử, Hương trinh bạch). Một khía cạnh khác của thơ Đinh Hùng là sự ám ảnh của thế giới bên kia (Gửi người dưới mộ, Cầu hôn, Tìm bóng tử thần). Hiện tượng này hẳn liên quan đến nhiều chuyện tang tóc bất bình thường, trong thời gian ngắn, liên tục đổ ập xuống đời sống của tác giả thuở thanh thiếu niên...Thơ Đinh Hùng hàm súc, lối thao tác "tụ" và "tán" nhanh chóng, những "từ" và "tứ" đột xuất, khiến thơ ông có khả năng gây được cộng cảm, dễ lưu vào tâm trí người đọc".[4]

Nhìn chung, sở trường của Đinh Hùng là thơ tượng trưng. Thơ ông trau chuốt, gọt giũa, có nhiều ý hay lạ, nhiều hình ảnh và ngôn từ quái dị, yêu ma. Ông cũng có những tác phẩm đài các, sang trọng đến lạ lùng. Tạ Tỵ gọi Đinh Hùng là nhà thơ với "cơn mê trường dạ", còn Hoàng Phủ Ngọc Tường thì lại chê thơ Đinh Hùng là "lòe loẹt, ghê ghê như son phấn".

## Trích thơ Đinh Hùng
| Bài ca man rợ (trích) ...Em có là ma, là quỷ, là tiên? Em có mấy linh hồn, bao nhiêu mộng? Em còn trái tim nào đang xúc động? Em có gì, trong xác thịt như hoa? Lạc thiên nhiên đến cả bọn đàn bà, Với những vẻ dung nhan kiều diễm nhất. Ta lảo đảo vùng đứng lên cười ngất, Ghì chặt nàng cho chết giữa mê ly. Rồi dày xéo lên sông núi đô kỳ, Bên thành quách ta ra tay tàn phá. | Giữa hoang loạn của lâu đài, đình tạ, Ta thản nhiên, đi trở lại núi rừng. Một mặt trời đẫm máu xuống sau lưng. Gửi người dưới mộ (trích) Trời cuối thu rồi-Em ở đâu Nằm bên đất lạnh chắc em sầu? Thu ơi! đánh thức hồn ma dậy Ta muốn vào thăm nấm mộ sâu... |